# 2012年至2013年英格蘭足總盃
2012/13球季英格蘭足總盃（英語：FA Cup），是第132屆英格蘭足總盃，今屆賽事的冠軍是韋根，他們在決賽以1:0擊敗曼城，奪得冠軍。
韋根爆冷在決賽擊敗曼城捧盃，但他們卻慘遭降班。

## 外部連結
1. 英格蘭足總盃官網Archive-It的存檔，存档日期2012-04-24
2. 英格蘭足總盃 歷屆冠軍（页面存档备份，存于）